# Куинн, Джонни
Джо́нни Куи́нн (англ. Johnny Quinn, 6 ноября 1983, Гаррисберг) — американский спортсмен, легкоатлет, футболист, бобслеист. Известен игрой за команду по канадскому футболу «Саскачеван Рафрайдерс», а также участию в американской бобслейной сборной. Участник зимних Олимпийских игр 2014 года в Сочи.

## Биография
Джонни Куинн родился 6 ноября 1983 года в городе Гаррисберг, штат Пенсильвания. С детства увлекался спортом, уже в старших классах школы играл за местную юниорскую команду по американскому футболу, кроме того, занимался легкоатлетическими дисциплинами, в частности, тройным прыжком и бегом на 200 м. После окончания школы в 2002 году поступил в Северотехасский университет на факультет уголовного права, одновременно с этим на протяжении всех пяти лет обучения состоял в университетской футбольной команде, причём два последних года был её капитаном. Время от времени совмещал футбол с различными легкоатлетическими стартами, его личные рекорды на дистанциях 100 и 200 м — 10,62 и 21,8 секунды соответственно. Окончив университет, Куинн проходил просмотр в таких командах как «Баффало Биллс» и «Грин Бэй Пэкерз», однако так и не провёл за них ни одного официального матча. В 2009 году, будучи свободным агентом, заключил свой первый профессиональный контракт с канадским клубом «Саскачеван Рафрайдерс». Здесь он отыграл целый сезон, но в мае 2010 года получил серьёзную травму, разрыв передней крестообразной связки, и вынужден был уйти из футбола.
Не достигнув успеха в своих изначальных видах спорта, Джонни Куинн решил попробовать себя в бобслее, в качестве разгоняющего прошёл отбор в национальную сборную и стал ездить на крупные международные старты, порой показывая довольно неплохие результаты. В ноябре 2010 года дебютировал в Кубке Северной Америки, на трассе в Парк-Сити финишировал с четвёркой седьмым, тогда как за весь сезон выиграл на различных этапах этого турнира две золотые медали, три серебряные и одну бронзовую. В январе 2011 года впервые поучаствовал в заездах Кубка мира, на этапе в швейцарском Санкт-Морице их двухместный экипаж пришёл к финишу девятнадцатым. Тогда же состоялся дебют Куинна на взрослом мировом первенстве в Кёнигсзее, где он занял двадцать пятое место с двойкой и двадцать восьмое с четвёркой. На домашнем чемпионате мира 2012 года в Лейк-Плэсиде участвовал только в программе четвёрок и расположился в итоге на тринадцатой строке. 
На зимних Олимпийских играх 2014 года в Сочи финишировал двенадцатым в программе мужских четырёхместных экипажей.